# Canton d'Hurigny
Le canton d'Hurigny est une circonscription électorale française du département de Saône-et-Loire.

## Histoire
Un nouveau découpage territorial de Saône-et-Loire est entré en vigueur à l'occasion des élections départementales de 2015. Ce découpage est défini par le décret du 18 février 2014, en application des lois du 17 mai 2013 (loi organique 2013-402 et loi 2013-403). Les conseillers départementaux sont, à compter de ces élections, élus au scrutin majoritaire binominal mixte. Les électeurs de chaque canton élisent au Conseil départemental, nouvelle appellation du Conseil général, deux membres de sexe différent, qui se présentent en binôme de candidats. Les conseillers départementaux sont élus pour 6 ans au scrutin binominal majoritaire à deux tours, l'accès au second tour nécessitant 12,5 % des inscrits au 1er tour. En outre, la totalité des conseillers départementaux a été renouvelée. Ce nouveau mode de scrutin a nécessité un redécoupage des cantons dont le nombre est divisé par deux avec arrondi à l'unité impaire supérieure si ce nombre n'est pas entier impair, assorti de conditions de seuils minimaux. Dans la Saône-et-Loire, le nombre de cantons est ainsi passé de 57 à 29.
Le canton d'Hurigny, tel qu'il se présente depuis cette réforme, est formé de communes qui appartenaient avant 2015 à trois anciens cantons : 
- le canton de Lugny (14 communes) ;
- le canton de Mâcon-Nord (12 communes) ;
- le canton de Mâcon-Sud (2 communes).

Il est entièrement inclus dans l'arrondissement de Mâcon et son bureau centralisateur est situé à Hurigny.

## Représentation
| Période élective | Période élective | Mandat | Mandat   | Identité          | Nuance | Nuance | Qualité |
| ---------------- | ---------------- | ------ | -------- | ----------------- | ------ | ------ | --- |
| 2015             | 2021             | 2015   | 2021     | André Peulet      |        | PS     | Viticulteur à Viré. Membre de la commission Agriculture, aménagement du territoire et infrastructures. Conseiller général du canton de Lugny de 2004 à 2015.                            |
| 2015             | 2021             | 2015   | 2021     | Catherine Fargeot |        | PS     | Commerçante à Chalon-sur-Saône. Membre de la commission Solidarités. |
| 2021             | 2028             | 2021   | en cours | Patrick Desroches |        | DVD    | Cadre dans le domaine informatique (secteur du transport), maire de Viré et 6e vice-président de la communauté de communes du Mâconnais-Tournugeois chargé du développement économique. |
| 2021             | 2028             | 2021   | en cours | Carine Lalanne    |        | DVD    | Conseillère principale d'éducation en collège, Hurigny. |

### Résultats détaillés

#### Élections de mars 2015
À l'issue du 1er tour des élections départementales de 2015, trois binômes sont en ballottage : Gérard Colon et Marie-Thérèse Drevet (Union de la Droite, 32,07 %), Catherine Fargeot et André Peulet (Union de la Gauche, 32,05 %) et Alain Cognard et Audrey Richard (FN, 27,33 %).Le taux de participation est de 55,05 % (9 192 votants sur 16 697 inscrits) contre 50,75 % au niveau départemental et 50,17 % au niveau national.
Au second tour, Catherine Fargeot et André Peulet (Union de la Gauche) sont élus avec 39,84 % des suffrages exprimés et un taux de participation de 56,69 % (3 632 voix pour 9 465 votants et 16 696 inscrits).
Catherine Fargeot est apparentée PS.

#### Élections de juin 2021
Le premier tour des élections départementales de 2021 est marqué par un très faible taux de participation (33,26 % au niveau national). Dans le canton d'Hurigny, ce taux de participation est de 34,27 % (5 918 votants sur 17 269 inscrits) contre 32,7 % au niveau départemental. À l'issue de ce premier tour, deux binômes sont en ballottage : Patrick Desroches et Carine Lalanne (DVD, 42,59 %) et Catherine Bouley et Patrick Monin (DVG, 20,65 %).
Le second tour des élections est marqué une nouvelle fois par une abstention massive équivalente au premier tour. Les taux de participation sont de 34,36 % au niveau national, 33,9 % dans le département et 34,56 % dans le canton d'Hurigny. Patrick Desroches et Carine Lalanne (DVD) sont élus avec 63,3 % des suffrages exprimés (3 520 voix pour 5 970 votants et 17 272 inscrits),,.

## Composition
Le canton d'Hurigny comprend vingt-huit communes entières.
| Nom                             | Code Insee | Intercommunalité                      | Superficie (km2) | Population (dernière pop. légale) | Densité (hab./km2) | Modifier                                    |
| ------------------------------- | ---------- | ------------------------------------- | ---------------- | --------------------------------- | ------------------ | ------------------------------------------- |
| Hurigny (bureau centralisateur) | 71235      | CA Mâconnais Beaujolais Agglomération | 9,20             | 1 908 (2022)                      | 207                | modifier les données · modifier les données |
| Azé                             | 71016      | CA Mâconnais Beaujolais Agglomération | 14,97            | 1 082 (2022)                      | 72                 | modifier les données · modifier les données |
| Berzé-la-Ville                  | 71032      | CA Mâconnais Beaujolais Agglomération | 5,53             | 708 (2022)                        | 128                | modifier les données · modifier les données |
| Bissy-la-Mâconnaise             | 71035      | CC Mâconnais-Tournugeois              | 4,96             | 203 (2022)                        | 41                 | modifier les données · modifier les données |
| Burgy                           | 71066      | CC Mâconnais-Tournugeois              | 2,87             | 114 (2022)                        | 40                 | modifier les données · modifier les données |
| Bussières                       | 71069      | CA Mâconnais Beaujolais Agglomération | 4,08             | 588 (2022)                        | 144                | modifier les données · modifier les données |
| Charbonnières                   | 71099      | CA Mâconnais Beaujolais Agglomération | 4,17             | 335 (2022)                        | 80                 | modifier les données · modifier les données |
| Chevagny-les-Chevrières         | 71126      | CA Mâconnais Beaujolais Agglomération | 3,80             | 604 (2022)                        | 159                | modifier les données · modifier les données |
| Clessé                          | 71135      | CC Mâconnais-Tournugeois              | 10,06            | 834 (2022)                        | 83                 | modifier les données · modifier les données |
| Cruzille                        | 71156      | CC Mâconnais-Tournugeois              | 11,11            | 264 (2022)                        | 24                 | modifier les données · modifier les données |
| Fleurville                      | 71591      | CC Mâconnais-Tournugeois              | 3,91             | 495 (2022)                        | 127                | modifier les données · modifier les données |
| Igé                             | 71236      | CA Mâconnais Beaujolais Agglomération | 14,61            | 890 (2022)                        | 61                 | modifier les données · modifier les données |
| Laizé                           | 71250      | CA Mâconnais Beaujolais Agglomération | 10,44            | 1 135 (2022)                      | 109                | modifier les données · modifier les données |
| Lugny                           | 71267      | CC Mâconnais-Tournugeois              | 13,88            | 848 (2022)                        | 61                 | modifier les données · modifier les données |
| Milly-Lamartine                 | 71299      | CA Mâconnais Beaujolais Agglomération | 2,88             | 339 (2022)                        | 118                | modifier les données · modifier les données |
| Montbellet                      | 71305      | CC Mâconnais-Tournugeois              | 19,78            | 864 (2022)                        | 44                 | modifier les données · modifier les données |
| Péronne                         | 71345      | CA Mâconnais Beaujolais Agglomération | 10,56            | 666 (2022)                        | 63                 | modifier les données · modifier les données |
| Prissé                          | 71360      | CA Mâconnais Beaujolais Agglomération | 10,85            | 1 865 (2022)                      | 172                | modifier les données · modifier les données |
| La Roche-Vineuse                | 71371      | CA Mâconnais Beaujolais Agglomération | 11,96            | 1 571 (2022)                      | 131                | modifier les données · modifier les données |
| Saint-Albain                    | 71383      | CC Mâconnais-Tournugeois              | 5,64             | 548 (2022)                        | 97                 | modifier les données · modifier les données |
| Saint-Gengoux-de-Scissé         | 71416      | CC Mâconnais-Tournugeois              | 10,90            | 593 (2022)                        | 54                 | modifier les données · modifier les données |
| Saint-Martin-Belle-Roche        | 71448      | CA Mâconnais Beaujolais Agglomération | 4,54             | 1 388 (2022)                      | 306                | modifier les données · modifier les données |
| Saint-Maurice-de-Satonnay       | 71460      | CA Mâconnais Beaujolais Agglomération | 10,33            | 484 (2022)                        | 47                 | modifier les données · modifier les données |
| La Salle                        | 71494      | CA Mâconnais Beaujolais Agglomération | 5,67             | 508 (2022)                        | 90                 | modifier les données · modifier les données |
| Senozan                         | 71513      | CA Mâconnais Beaujolais Agglomération | 4,86             | 1 132 (2022)                      | 233                | modifier les données · modifier les données |
| Sologny                         | 71525      | CA Mâconnais Beaujolais Agglomération | 10,65            | 576 (2022)                        | 54                 | modifier les données · modifier les données |
| Verzé                           | 71574      | CA Mâconnais Beaujolais Agglomération | 19,84            | 855 (2022)                        | 43                 | modifier les données · modifier les données |
| Viré                            | 71584      | CC Mâconnais-Tournugeois              | 11,28            | 1 218 (2022)                      | 108                | modifier les données · modifier les données |
| Canton d'Hurigny                | 7119       |                                       | 253,33           | 22 615 (2022)                     | 89                 | modifier les données                        |

## Démographie
En 2022, le canton comptait 22 615 habitants, en évolution de +0,23 % par rapport à 2016 (Saône-et-Loire : −1,06 %, France hors Mayotte : +2,11 %).
| 2013   | 2018   | 2022   |
| ------ | ------ | ------ |
| 22 126 | 22 554 | 22 615 |

C'est, en 2019, le deuxième canton le plus peuplé du département de Saône-et-Loire, avec 22 563 habitants.